# Lamazière-Haute
Lamazière-Haute é uma comuna francesa na região administrativa da Nova Aquitânia, no departamento de Corrèze. Estende-se por uma área de 15,31 km². Em 2010 a comuna tinha 69 habitantes (densidade: 4,5 hab./km²).